# We Write the Story
《We Write the Story》是由前ABBA成员比約恩·奧瓦爾斯和本尼·安德森与瑞典已故DJ兼唱片制作人艾维奇共同创作的歌曲。在iTunes和Spotify上歌曲作者写为“艾维奇，B&B & Choir”。歌曲在2013年欧洲歌唱大赛决赛上正式发行，并在在荷兰百强单曲榜中名列第73名。

## 发行背景
2013年4月15日，欧洲广播联盟（EBU）宣布本尼，比约恩和艾维奇将为2013年欧洲歌唱大赛制作赞歌。从今年比赛的策划初期，官方就有了为2013年比赛制作“欧洲赞歌”的想法。从一开始，本尼，比约恩和艾维奇就在瑞典电视台（SVT）希望合作的音乐人名单上名列前茅。执行制片人马丁·厄斯特达尔说：

“我们非常高兴地宣布，本尼，比约恩和艾维奇已同意为2013年欧洲歌唱大赛谱写一首独特的音乐作品。”

ABBA四位成员中的两位，安德森和奥瓦尔斯（另外两位是昂内塔·费尔特斯科格和弗瑞德·林斯塔德）表示同意主办瑞典电视台的“比赛视角”。此次合作被誉为“瑞典两大音乐出口国商的结盟”。《We Write the Story》在5月18日的决赛中首次展示。
《We Write the Story》使用E大调谱写。

## 曲目列表
数字下载
1. "We Write the Story" – 6:33
2. "We Write the Story" (Edited Version) – 4:04

## 制作人员
- 本尼·安德森（英语：Benny Andersson） – 作曲，人声
- 艾維奇 – 作曲
- Choir – 人声
- 阿拉什·普诺里 – 作曲
- 比約恩·奧瓦爾斯 – 作曲，人声

## 榜单
| 榜单（2013年）     | 最高排名 |
| ------------------ | -------- |
| 荷兰（百强单曲榜） | 73       |

值得注意的是，据英国官方榜单公司公布的英国单曲排行榜显示，《We Write the Story》于周中上榜并排在第199名，但最终并未进入周终榜前200名。